# كيمونو جيهين
كيمونو جيهين (باليابانية: 怪物事変، بالروماجي: Kemono Jihen) وتعني (حوادث الكيمونو أو حوادث الوحوش)، سلسلة مانغا يابانية من تأليف ورسوم «شو ايموتو»، بدأت بالصدور في ديسمبر 2016 في مجلة جمب سكوير لدار نشر شوئيشا، وحتى شهر فبراير 2021 نشر لها 13 مجلد تانكوبون، كما أنتج عنها مسلسل أنمي تلفزيوني من قبل استوديو أجيا-دو أنيميشن وركز، عرض بين يناير ومارس عام 2021.

## القصة
في قرية ريفية بعيدة، تحدث حوادث موت غامضة للحيوانات الداجنة، وللتحقيق فيها يأتي رجل من طوكيو بمظهر غريب يدعى «إنوغامي»، في تلك البلدة يلتقي هذا الشخص بفتى يافع يسمى «دوروتابو» يظهر عليه سلوك غير طبيعي.

## الشخصيات
كاباني كوساكا (日下 夏羽، Kusaka Kabane)
أداء صوتي: ناتسومي فوجيوارا
فتى بعمر 13 عام، هجين (هانيو) نصفه إنسان ونصفه الآخر غول، تم التخلي عنه من قبل والديه وتكفلت به عمته التي عاملته بقسوة وأجبرته على القيام بأعمال مقرفة فدائماً ما يبقى مغطى بالطين ورائحته نتنة حتى أطلق عليه لقب «دوروتابو»، لاحقاً تم تبنيه من قبل شخص اسمه إنوغامي ليأخذه معه إلى العاصمة ليعمل في مكتب تحقيقات حول قضايا الوحوش (كيمونو).
كوهاتشي إنوغامي (隠神鼓八千، Inugami Kohachi)
أداء صوتي: جونيتشي سوابي
شخص يدير مكتب تحقيقات في قضايا الخوارق والوحوش (كيمونو)، هو بالأصل وحش راكون (تانوكي)، في حين يبدو عليه مظهر شخص كسول وغير مبالي، إلا أنه حاد الإدراك وكيمونو قوي، يمكنه استخدام حيل وتعاويذ الوهم وإستدعاء أسلحة مختلفة وتحويل جلده إلى فولاذ، يؤمن بالتعايش بين الكيمونو والبشر، ويعتني بثلاثة أطفال كيمونو يساعدوه في تحقيقاته وهم كاباني، وشيكي، وأكيرا بالإضافة إلى تحفظه على مصاص الدماء ميهاي في مكتبه.
اكيرا (晶، Akira)
أداء صوتي: أيومو موراسي
فتى بعمر 13 عام، هو بالأصل كيمونو من نوع فتاة الثلج، يمكنه التحكم بالثلج والجليد لكن بشرط وجود مياه حوله، وصل إلى طوكيو للبحث عن أخيه التوأم يوي الذي هرب معه من القرية، شكله يشبه الفتيات ويظهر سلوك مشابه وذلك لأن سلالته أغلبها من الفتيات ولايلد في قريتهم ذكر إلا مرة كل 100 عام، يبدأ بالتطور والتحكم بمهاراته جيداً أثناء عمله في مكتب اينوغامي.
شيكي تاديمارو (蓼丸 織، Tademaru Shiki)
أداء صوتي: ناتسوكي هاناي
فتى بعمر 14 عام، هجين (هانيو) نصف إنسان ونصف عنكبوت، وصل إلى عهدة إنوغامي بعد أن سلمه له عمه، يُظهر سلوك عدائي ووقح مع زملائه لكنه يهتم بهم بشكل جيد ويحرص على سلامتهم، كما انه الأكثر عقلانية ورجاحة بين الأطفال الثلاثة لهذا يعمل كقائد لهم، يستعمل خيوط العنكبوت في القتال ولديه القدرة على التحكم بتعرقه ولعابه إلا أن هذا يفقده الكثير من سوائل جسمه مما يصيبه بالجفاف بسرعة، بمساعدة إنوغامي وكاباني يتمكن شيكي من لم شمله مع والدته وشقيقته الصغرى ايا.
ميهاي (ミハイ، Mihai)
أداء صوتي: دايسكي أونو
مصاص دماء خالد يعيش محجوزاً في منزل إينوغامي، نظراً لكونه عاش سنوات طويلة جداً فهو عارف ومحترف في كافة المجالات حتى وصل إلى حالة ملل دائم، يقضي وقته في المنزل يلعب ألعاب الفيديو كما يجيد تكنولوجيا المعلومات والقرصنة الإلكترونية، لذا يدير وكالة إنوغامي على الإنترنت ويوفر لهم المعلومات، يبذل ما في وسعه لمساعدتهم على الرغم من كونه شخص نرجسي متعجرف.
إناري (飯生، Inari)
أداء صوتي: كانا هانازاوا
العدو الرئيسي في القصة، هي في الحقيقة ثعلب (كيتسونيه) أنثى جميلة، تتحكم في شرطة شينجوكو، بالرغم من أنها كانت تعمل مع اينوغامي في حل قضايا الوحوش، إلا أن هدفها الأساسي هو التحكم بالبشر ولا تؤمن بالتعايش معهم، قطعت علاقتها مع اينوغامي بعد أن ادركت وجود قطع «كالكولي»، ثم بدأت تخطط لعمليات لأجل أن تسرقها من كافة قبائل الوحوش في جميع أنحاء اليابان، شخصية لعوبة، أنانية، عبثة وحادة المزاج، تقوم بتشكيل فرقة من الثعالب لسرقة «كالكولي» لتجمعهم وتدمجهم مع نفسها.
كون (紺، Kon)
أداء صوتي: يوميري هاناموري
فتاة صغيرة من الثعالب (كيتسونيه)، كانت من أتباع إيناري المخلصين تعتبرها أمها، على عكس معظم الثعالب فهي غير قادرة على إخفاء أذنيها باستعمال الوهم، بل تخفيهم تحت غطاء رأس، معجبة بإيناري وتخدمها بكل مالديها دون أن تدرك أن إيناري تعتبرها أداة فقط، تقاتل باستعمال اللهب والمخالب، بعد فشلها في مهمة أوكلتها لها ايناري تطردها لتذهب وتتقرب من كاباني، إستعادت ذكرياتها المحجوبة لتتذكر كيف قتلت إيناري قبيلتها بأكملها والتهمتها، أبقت على كون على قيد الحياة ومسحت ذاكرتها لتنتظرها حتى تصبح أقوى.
نوبيمارو (野火丸، Nobimaru)
أداء صوتي: هيرو شيمونو
فتى من الثعالب (كيتسونيه)، يحل محل كون بعد أن طردت في خدمة إيناري، ظاهرياً هو مخلص لإيناري، لكنه يحتقرها سراً وغالباً ما يتخذ إجراءات سرية خارج أوامرها، يَظهر بهيئة طفل عمره 13 عام لكن في عمره الحقيقي 19 سنة، يتمتع بشخصية ذكية وماكرة قادرعلى منافسة إينوغامي، يتحكم بشكل كامل باللهب والوهم، لاحقاً يصبح رئيس فرقة الثعالب التي تشكلها إيناري.
يوي (結، Yui)
أداء صوتي: كايتو إيشيكاوا
كومي (組، Kumi)
أداء صوتي: أيا هيساكاوا
اكيو تاديمارو (蓼丸昭夫، Tademaru Akio)
أداء صوتي: أكيرا إيشيدا

## إعلام

### المانغا
كيمونو جيهين، مانغا من كتابة ورسوم «شو ايموتو»، تصدر في مجلة الشونين جمب سكوير التابعة لدار نشر شوئيشا إبتداءً من 2 ديسمبر 2016، دار شوئيشا جمع فصولها في مجلدات تانكوبون مستقلة نشر المجلد الأول في 3 مارس 2017، وحتى فبراير 2021 سيكون قد نشر 13 مجلداً لها.

#### قائمة المجلدات
| م. | تاريخ الإصدار | ردمك                   |
| -- | ------------- | ---------------------- |
| 1  | 3 مارس 2017   | ISBN 978-4-08-881096-6 |
| 2  | 4 يوليو 2017  | ISBN 978-4-08-881128-4 |
| 3  | 2 نوفمبر 2017 | ISBN 978-4-08-881169-7 |
| 4  | 2 مارس 2018   | ISBN 978-4-08-881368-4 |
| 5  | 4 يوليو 2018  | ISBN 978-4-08-881425-4 |
| 6  | 2 نوفمبر 2018 | ISBN 978-4-08-881628-9 |
| 7  | 4 مارس 2019   | ISBN 978-4-08-881773-6 |
| 8  | 4 يوليو 2019  | ISBN 978-4-08-881892-4 |
| 9  | 1 نوفمبر 2019 | ISBN 978-4-08-882115-3 |
| 10 | 4 مارس 2020   | ISBN 978-4-08-882236-5 |
| 11 | 3 يوليو 2020  | ISBN 978-4-08-882356-0 |
| 12 | 4 نوفمبر 2020 | ISBN 978-4-08-882438-3 |
| 13 | 4 فبراير 2021 | ISBN 978-4-08-882558-8 |
| 14 | 2 يوليو 2021  | ISBN 978-4-08-882675-2 |

### الأنمي
أعلن يوم 21 ديسمبر 2019 في حدث جمب فيستا 20 عن إنتاج أنمي تلفزيوني لمانغا «كيمونو جيهين» من قبل ستوديو اجيادو للأنيميشن وإخراج «ماسايا فوجيموري»، مع «نوبورو كيمورا» في كتابة وتركيب النصوص، بينما تولت «نوزومي تاتشيبانا» تصميم الشخصيات.
أدى دايسكي أونو أغنية مقدمة الأنمي بعنوان «طريق الوحش؛ Kemono Mich»، بينما أغنية النهاية بعنوان «－علامة－؛ －Shirushi－» من أداء ساياكا ساساكي.
بدأ بث الأنمي في اليابان تلفزيونياً يوم 10 يناير وإنتهى في 28 مارس 2021، تم ترخيصه لشركة فنميشن ليبث على موقعها في أمريكا الشمالية والجزر البريطانية، بينما رُخص في أوروبا لشركة واكانيم [الإنجليزية]، في أستراليا ونيوزلندا من قبل أنمي لاب. في جنوب وجنوب شرق آسيا رخص لشركة ميوس للإتصالات [الإنجليزية] لتبثه الشركة على قناتها على اليوتيوب، بينما يبث المسلسل في جنوب شرق آسيا أيضاً من قبل خدمة الفيديو بيليبيلي.

#### قائمة الحلقات
| ر. الإجمالي  | العنوان          | العنوان الأصلي          | المخرج                       | الكاتب        | تاريخ العرض الأصلي |
| ------------ | ---------------- | ----------------------- | ---------------------------- | ------------- | ------------------ |
| 1            | «كاباني»         | 夏羽 (Kabane)           | شينبيه ماتسُو                 | نوبورو كيمورا | 10 يناير 2021      |
| 2            | «الكيموني»       | 怪物屋 (Kemono-ya)      | هوداكا كوراموتو              | نوبورو كيمورا | 17 يناير 2021      |
| 3            | «ثعلب»           | 狐 (Kitsune)            | يوشيكي كاواساكي              | نوبورو كيمورا | 24 يناير 2021      |
| 4            | «مهمة»           | 任務 (Ninmu)            | هيديكازي أوكا                | نوبورو كيمورا | 31 يناير 2021      |
| 5            | «تسلل»           | 潜入 (Sennyū)           | ميهيرو ياماغوتشي             | نوبورو كيمورا | 7 فبراير 2021      |
| 6            | «صحوة»           | 覚醒 (Kakusei)          | يوشيكي كاواساكي              | نوبورو كيمورا | 14 فبراير 2021     |
| 7            | «موطن»           | 故郷 (Kokyō)            | شينبيه ماتسُو                 | نوبورو كيمورا | 21 فبراير 2021     |
| 8            | «حقيقة»          | 真実 (Shinjitsu)        | هيديكازي أوكا                | نوبورو كيمورا | 28 فبراير 2021     |
| 9            | «عائلة»          | 家族 (Kazoku)           | ناوكي موراتا                 | نوبورو كيمورا | 7 مارس 2021        |
| 10           | «توأمان»         | 双子 (Futago)           | شينبيه ماتسُو                 | نوبورو كيمورا | 14 مارس 2021       |
| 11           | «ذكريات»         | 記憶 (Kioku)            | يوتا مورانو                  | نوبورو كيمورا | 21 مارس 2021       |
| 12 (الأخيرة) | «حوادث الكيمونو» | 怪物事変 (Kemono Jihen) | ماسايا فوجيموري شينبيه ماتسُو | نوبورو كيمورا | 28 مارس 2021       |